# Colmuyao
Colmuyao es un caserío costero, ubicado en la comuna de Cobquecura de la Región de Ñuble, en Chile. La principal actividad comercial de la localidad es la pesca, cual en 2018, fue sede de un campeonato municipal de pesca de orilla, con motivo del aniversario ciento cuarenta de la comuna de Cobquecura.
Posee una escuela de enseñanza básica.